# Without You I’m Nothing
Without You I’m Nothing – drugi album studyjny brytyjskiego zespołu Placebo, wydany 12 października 1998 roku, zawierający między innymi utwory – „Without You I’m Nothing” i „Pure Morning”. Płytę nagrywano w Real World Studios należących do Petera Gabriela (Bath), oprócz utworu „Pure Morning” nagrywanego i miksowanego w Livingston Studios (Londyn). Resztę utworów miksowano w Whitfield Street (Londyn).

## Lista utworów
1. „Pure Morning” – 4:14
2. „Brick Shithouse” – 3:18
3. „You Don’t Care About Us” – 3:58
4. „Ask For Answers” – 5:19
5. „Without You I’m Nothing” – 4:08
6. „Allergic (to Thoughts of Mother Earth)” – 3:49
7. „The Crawl” – 2:59
8. „Every You Every Me” – 3:33
9. „My Sweet Prince” – 5:45
10. „Summer’s Gone” – 3:05
11. „Scared of Girls” – 2:58
12. „Burger Queen” – 22:39
  - Ostatnia ścieżka zawiera ukryty utwór pt. „Evil Dildo” (od 14:46)

Autorem wszystkich tekstów jest Brian Molko, oprócz „Every You Every Me”, gdzie autorami słów są Brian Molko i Paul Campion.

### Twórcy
Placebo:
- Brian Molko
- Stefan Olsdal
- Steven Hewitt

produkcja i miksowanie:
- Steve Osborne – produkcja
- Adrian Bushby – inżynieria
- Paul Corkett – dodatkowa inżynieria
- Jacquie Turner – asystentka (inżyniera)
- Jake Davies – asystent (miksowanie)
- Phil Vinall – produkcja „Pure Morning”
- Teo Miller – inżynieria „Pure Morning”
- Phelan – programowanie
- Chris Wyles – „radar” (w Bluestone)
- Bunt Stafford-Clark – mastering (w Townhouse Studios w Londynie)